# Volutes en gerbes
Volutes en gerbes est une œuvre de l'artiste français Hervé Mathieu-Bachelot. C'est l'une des œuvres d'art de la Défense en France, à l'intérieur de la gare RER.

## Description
Volutes en gerbes prend la forme de panneaux de mosaïques de pâte de verre. Chacun des panneaux reprend le motif du précédent en le développant peu à peu. Les mosaïques sont constituées de tesselles blanches, grises, noires et dorées.

## Localisation
L'œuvres recouvre l'habillage de deux gaines techniques polyédriques situées entre la zone d'échange de la gare RER et l'entrée du centre commercial des Quatre Temps.

## Implantation
L'œuvre est créée en 1981 et implantée à son emplacement actuel la même année.

## Artiste
Hervé Mathieu-Bachelot (né en 1945) est un dessinateur et graveur français. Il est également le coauteur de l'œuvre Traits d'union située sur les quais de la gare RER de la Défense.